# Тахурваили

Оттиск царской печати Тахурваили

Тахурваили (Тахурваилис) — царь Хеттского царства, правил в начале XV века до н. э. Сын Цуру, внук Цитанты I, двоюродный брат Телепину. Вероятно, некоторое время спустя после смерти Телепину, захватил хеттский трон силой. Сохранился договор, заключённый им с Эхеей, царем Киццувавтны. Тахурваили правил, вероятно, недолго. Он был свергнут с престола, скорее всего Цидантой II (а не Аллувамной, зятем Телепину, как считалось ранее).
Его имя опущено в «Царском списке», возможно, сознательно.